# Autrigons
Les Autrigons ou Autrigones en espagnol, étaient une tribu pré-romaine établie en Alava dans l'actuelle Communauté autonome basque et le nord de la Castille, au nord de la Péninsule ibérique de l'Espagne.
La première citation connue nous vient de Tite-Live en 76 av. J-C. Les Autrigons sont mentionnés ensuite par Strabon dans sa Géographie sous le nom d'allótrigones. D'autres géographes romains comme Pomponius Mela et Pline les situaient dans la zone au nord de Burgos. Vers l'an 77 de notre ère, Pline l'Ancien cite « les dix villes des Autrigones Tricio (Tritium Autrigonum) et Virovesca (Briviesca) comme capitale » des Autrigones. Ptolémée les situait entre les rivières Asón et Nervión. 
Son territoire était limité par celui des Caristes (en latin Caristii) à l'est et celui des Cantabres (en latin Cantabri) à l'ouest. 
Plusieurs auteurs déduisent, à partir des textes classiques, qu'il existait une certaine affinité, une solidarité, voir une union diplomatique, politique et/ou militaire entre les tribus Caristii Varduli et Autrigones.

## Filiation
L’ethnie est possiblement d'origine celte, ou celtibère. Des toponymes comme Uxama, ou comportant une terminaison -briga, indiquent la présence d'une langue celtique. D'autres toponymes sont indo-européens comme le nom de fleuve Nervion. La culture matérielle mise en évidence par l'archéologie (outils, armes, récipients, restes d'oppida, maisons, fortifications), les modes d'inhumation et les restes funéraires sont issues de la culture celtique. 